# Санкції США проти Куби
Санкції США проти Куби — система дискримінаційних економічних заходів, введених США проти Куби. Це найтриваліше торгове ембарго в сучасній історії.
Вперше США наклали ембарго на продаж зброї Кубі 14 березня 1958 року, за часів режиму Фульхенсіо Батисти. Знову 19 жовтня 1960 року, майже через два роки після того, як кубинська революція призвела до повалення режиму Батісти, США наклали ембарго на експорт на Кубу, за винятком продуктів харчування і медикаментів, після того, як Куба націоналізувала американські нафтопереробні заводи, що належали Сполученим Штатам, без компенсації.
7 лютого 1962 року ембарго було розширено і охопило майже весь експорт. Починаючи з 1992 року, Генеральна Асамблея Організації Об'єднаних Націй щороку ухвалює резолюцію з вимогою припинити економічне ембарго Куби, причому США та Ізраїль є єдиними країнами, які послідовно голосують проти цих резолюцій.

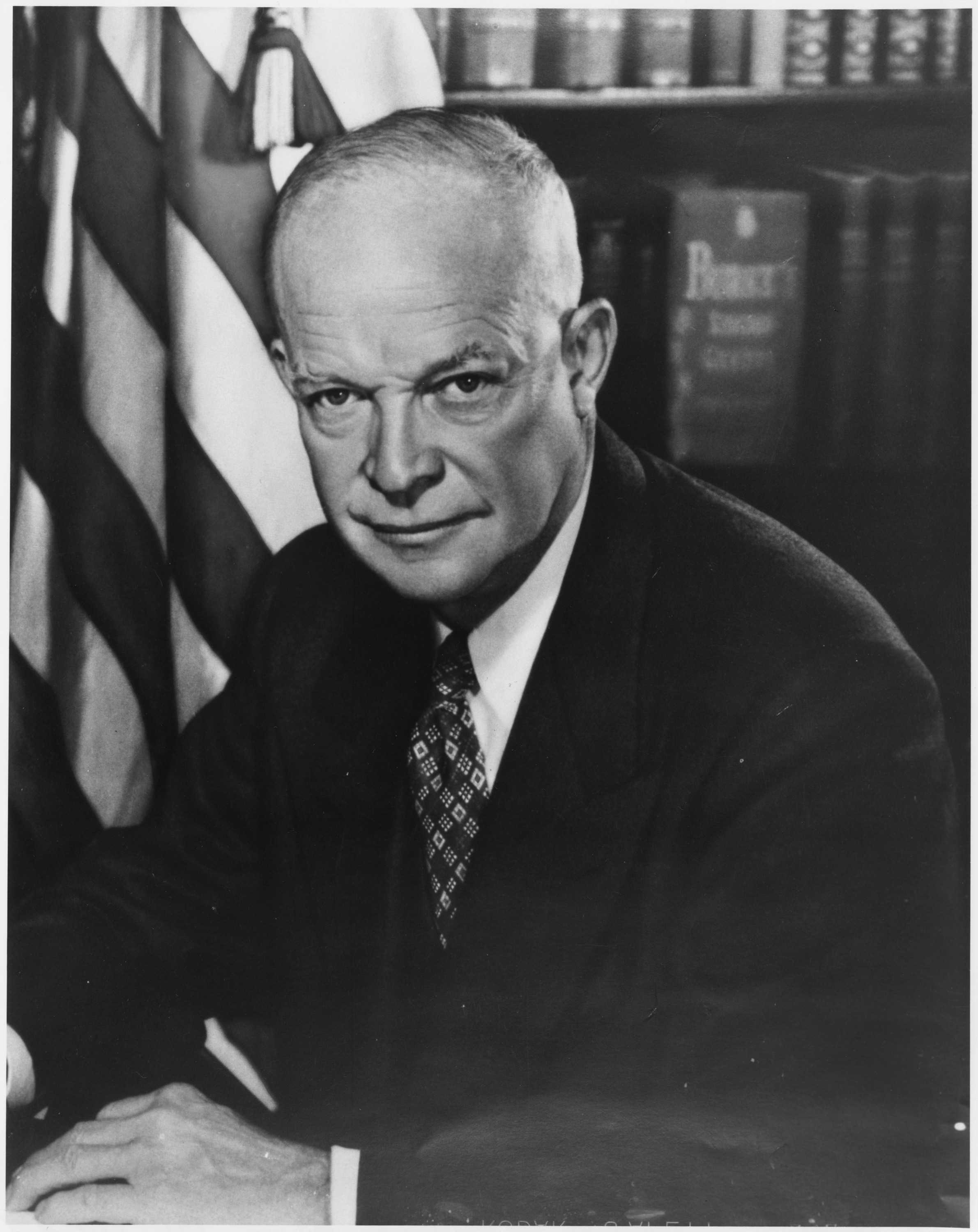
Президент США Двайт Д. Айзенгавер

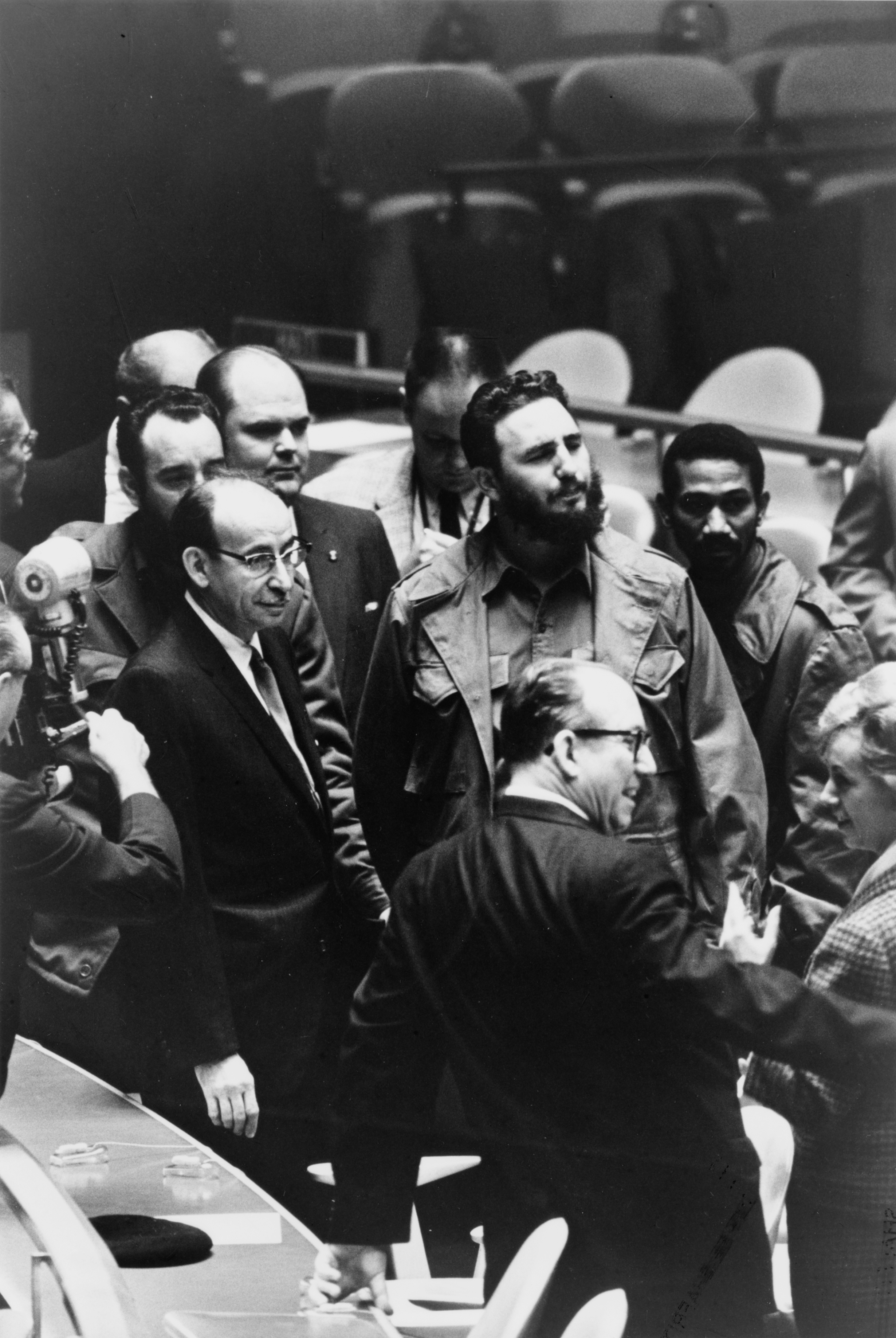
Кубинський лідер Фідель Кастро в Генеральній асамблеї ООН

Станом на 2022 рік ембарго здійснюється переважно на підставі Закону про торгівлю з ворогом 1917 року, Закону про іноземну допомогу 1961 року, Положення про контроль за кубинськими активами 1963 року, Закону про кубинську демократію 1992 року, Закону Хелмса-Бертона 1996 року та Закону про реформування торговельних санкцій та сприяння експорту 2000 року. Закон про кубинську демократію 1992 року має на меті збереження санкцій проти Куби доти, доки кубинський уряд відмовлятиметься рухатися в напрямку "демократизації та більшої поваги до прав людини". Закон Хелмса-Бертона ще більше обмежив права громадян Сполучених Штатів на торгівлю з Кубою і запровадив обмеження на надання державної чи приватної допомоги будь-якому наступному уряду Гавани доти, доки не будуть задоволені певні претензії до кубинського уряду. У 1999 році президент Білл Клінтон розширив торговельне ембарго, заборонивши також іноземним дочірнім підприємствам американських компаній торгувати з Кубою. У 2000 році Клінтон дозволив продаж продовольства та гуманітарних товарів на Кубу.
Вільям М. ЛеоГранде підсумував, що ембарго проти Куби є "найстарішим і найбільш всеосяжним режимом економічних санкцій США проти будь-якої країни світу", запровадженим понад півстоліття тому. За словами ЛеоГранде, "ембарго ніколи не було ефективним для досягнення своєї головної мети: усунення революційного режиму Куби від влади або підпорядкування його волі Вашингтона".
Початкова мета ембарго полягала в тому, щоб "(досягти) найбільших успіхів у відмові Кубі в грошах і товарах, знизити грошову і реальну заробітну плату, викликати голод, відчай і повалення уряду".